# Fredrik Burman (1862–1919)
För ledamoten av första kammaren med samma namn, se Fredrik Burman (1819–1888)
Adam Fredrik Burman (i riksdagen kallad Burman i Byske), född 8 mars 1862 i Burträsk, Västerbottens län, död 19 april 1919 i Skellefteå, var en svensk riksdagsman. 
Burman var häradsskrivare i Skellefteå fögderi. Han var ledamot av andra kammaren i Sveriges riksdag 1902–1905, invald i Västerbottens västra domsagas valkrets.